# Teatro Ruth Escobar
O teatro Ruth Escobar foi fundado em 1963 na rua dos Ingleses em São Paulo, SP. O teatro leva o nome da atriz e antiga proprietária do terreno onde foi erguido, Ruth Escobar. A inauguração do teatro também contou com apoio da coletividade portuguesa de São Paulo. Atualmente o teatro tem três salas de espetáculo: Sala Gil Vicente, Sala Myrian Muniz e Sala Dina Sfat. Também conta com um bar e uma livraria.

## História
Em 1963 foi inaugurado o Teatro Ruth Escobar, de propriedade da atriz Ruth Escobar, que, graças ao apoio obtido junto à colônia portuguesa, conseguiu levantar um admirável complexo arquitetônico, voltado para a realização de atividades culturais de todas as espécies. A montagem de estreia foi "A Ópera dos Três Vinténs", de Bertolt Brecht, sob a direção de José Renato Pécora, configurando, desde o início, o caráter revolucionário desta casa de espetáculos.
Três décadas passadas e o Teatro Ruth Escobar, escrevendo sua história nas páginas de heroica resistência política e cultural, marcou tentos inesquecíveis na consolidação de uma cultura genuinamente nacional. "Roda Viva", de Chico Buarque, "Feira Paulista de Opinião", de vários autores, "A Viagem", de Carlos Queiroz Teles, "Revista Henfil", de Henfil, "Caixa de Cimento", de Carlos Henrique Escobar e "Fábrica de Chocolate", de Mário Prata são alguns espetáculos que contribuíram definitivamente para a identificação dos rumos da moderna dramaturgia brasileira. Da mesma forma "O Balcão" de Jean Genet, sob a direção de Victor Garcia, "As Fúrias", de Rafael Alberti e "Romeu e Julieta", de William Shakespeare colocaram o Teatro Ruth Escobar na vanguarda teatral do planeta, em absoluta sintonia com o seu tempo.
33 anos depois, em 1997, a APETESP, durante a gestão do então Presidente Sérgio D'Antino, dá início ao processo de compra deste equipamento teatral, evitando que o mesmo caísse em mãos da especulação imobiliária, em virtude da grave crise econômica pela qual passa o país.
Este é um procedimento ainda não encerrado, e o próximo passo é captar recursos que possibilitem a transformação do Teatro Ruth Escobar em Centro Cultural Ruth Escobar, fornecendo à cidade de São Paulo um ponto fixo de referência para todas as atividades culturais desenvolvidas em nossa comunidade, finalizando assim o propósito com o qual esta casa de espetáculos foi construída, que era o de se transformar em sinônimo da cultura emergente que se faz em São Paulo e no mundo.

## Crítica
Em 28 de setembro de 2014, foi publicado na Folha de S.Paulo o resultado da avaliação feita pela equipe do jornal ao visitar os sessenta maiores teatros da cidade de São Paulo. O local foi premiado com duas estrelas, uma nota "ruim", com o consenso: "O teatro já emanou mais imponência. O lugar era um point cobiçado graças às peças relevantes e ao público moderno. Hoje, a agenda traz predominantemente peças infantis e comédias de estilo pastelão. No dia da visita, as saídas de emergência ficaram entreabertas, deixando vazar luz e sons externos. A visibilidade é ruim das laterais. Ainda assim, a localização e infraestrutura são ótimas. Procurado, o teatro não se pronunciou."